# Liste der Biografien/Sg
Liste der Biografien |
Portal Biografien |
Personensuche
# |
A |
B |
C |
D |
E |
F |
G |
H |
I |
J |
K |
L |
M |
N |
O |
P |
Q |
R |
S |
T |
U |
V |
W |
X |
Y |
Z |
?
 
Sa |
Sb |
Sc |
Sd |
Se |
Sf |
Sg |
Sh |
Si |
Sj |
Sk |
Sl |
Sm |
Sn |
So |
Sp |
Sq |
Sr |
Ss |
St |
Su |
Sv |
Sw |
Sy |
Sz
Die Liste der Biografien führt alle Personen auf, die in der deutschsprachigen Wikipedia einen Artikel haben. Dieses ist eine Teilliste mit 30 Einträgen von Personen, deren Namen mit den Buchstaben „Sg“ beginnt.

## Sg

### Sga
- Sgalambro, Francesco (1934–2016), italienischer Geistlicher, römisch-katholischer Bischof von Cefalù
- Sgalambro, Manlio (1924–2014), italienischer Philosoph und Schriftsteller
- Sgambati, Giovanni (1841–1914), italienischer Pianist, Dirigent und Komponist
- Sganzini, Carlo (1881–1948), Schweizer Psychologe
- Sganzini, Carlo (1923–2001), Schweizer Anwalt, UIAA-Präsident
- Sganzini, Clementina (1927–2016), Schweizer Rechtsanwältin, Richterin
- Sganzini, Luca (1952–1979), Schweizer Bergsteiger, Bergführer, Autor
- Sganzini, Silvio (1898–1972), Schweizer Sprachwissenschaftler und Heimatforscher
- Sgarbi, Marco (* 1982), italienischer Philosoph und Philosophiehistoriker
- Sgarbi, Vittorio (* 1952), italienischer Kunstkritiker und Politiker, Mitglied der Camera dei deputatiVittorio Sgarbi (* 1952)

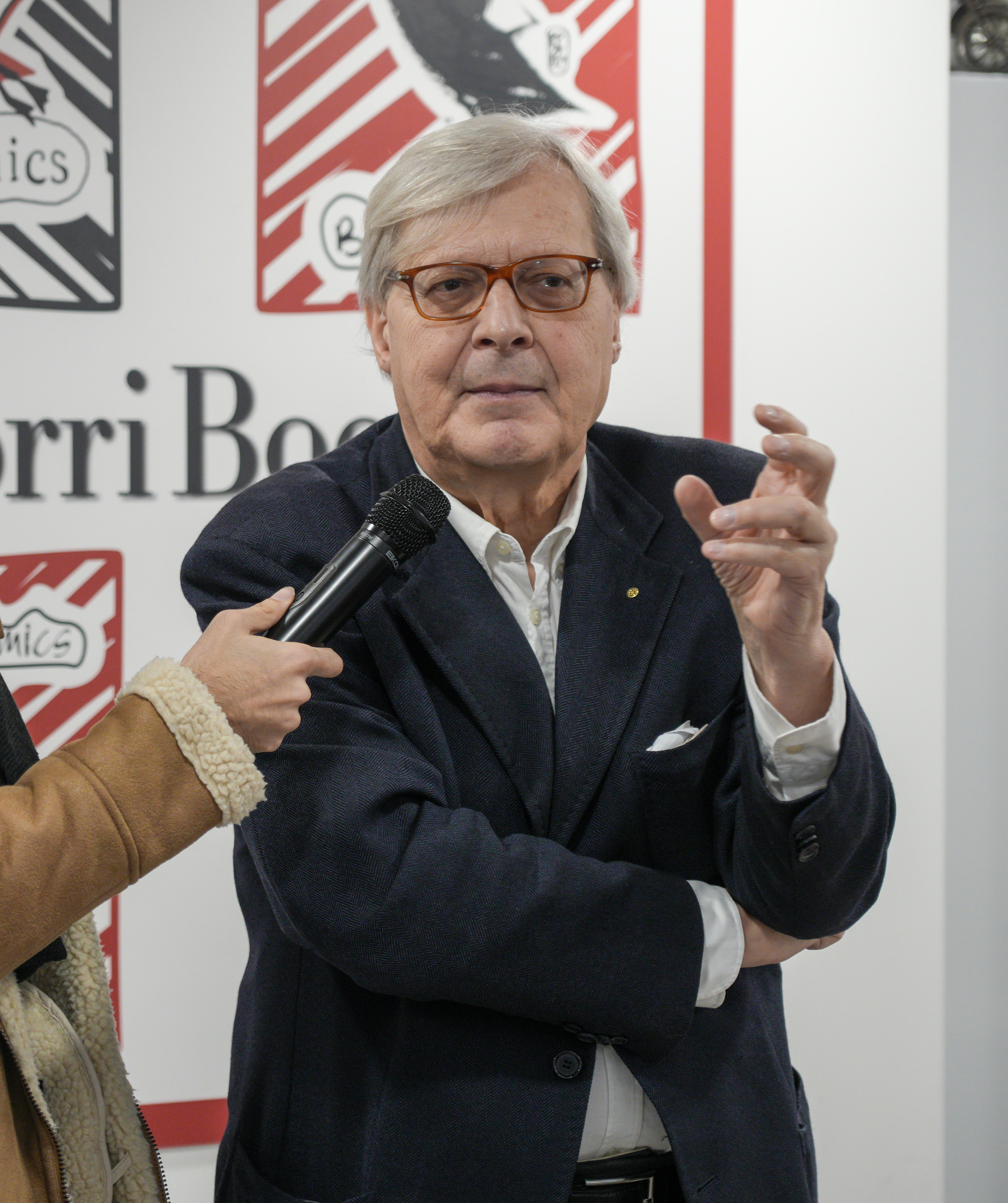
Vittorio Sgarbi (* 1952)

- Sgarbossa, Michael (* 1992), kanadischer Eishockeyspieler

### Sge
- Sgerm, Wilhelm (* 1937), österreichischer Fußballspieler

### Sgh
- Sgheiz, Romano (* 1937), italienischer Ruderer
- Sghyr, Ismaïl (* 1972), französischer Langstreckenläufer marokkanischer Herkunft

### Sgi
- Sgier, Ladina (* 1992), Schweizer Unihockeyspielerin
- Sgîrcea, Silvia-Raluca (* 1989), rumänische Schachspielerin

### Sgo
- Sgonc, Lennio (* 2004), österreichischer Handballspieler
- Sgonina, Alexander (* 1943), deutscher Bildhauer
- Sgorbati, Leonella (1940–2006), italienische Ordensfrau
- Sgorbati, Roberto, italienischer Automobilrennfahrer
- Sgorlon, Carlo (1930–2009), italienischer Schriftsteller
- Sgouros, Dimitris (* 1969), griechischer Pianist

### Sgr
- Sgreccia, Elio (1928–2019), italienischer Theologe, Bioethiker und Kurienkardinal
- Sgrena, Giuliana (* 1948), italienische Journalistin
- Sgrizzi, Luciano (1910–1994), italienischer Pianist Cembalist und Komponist
- Sgroi, Anna (* 1959), italienische KöchinAnna Sgroi (* 1959)

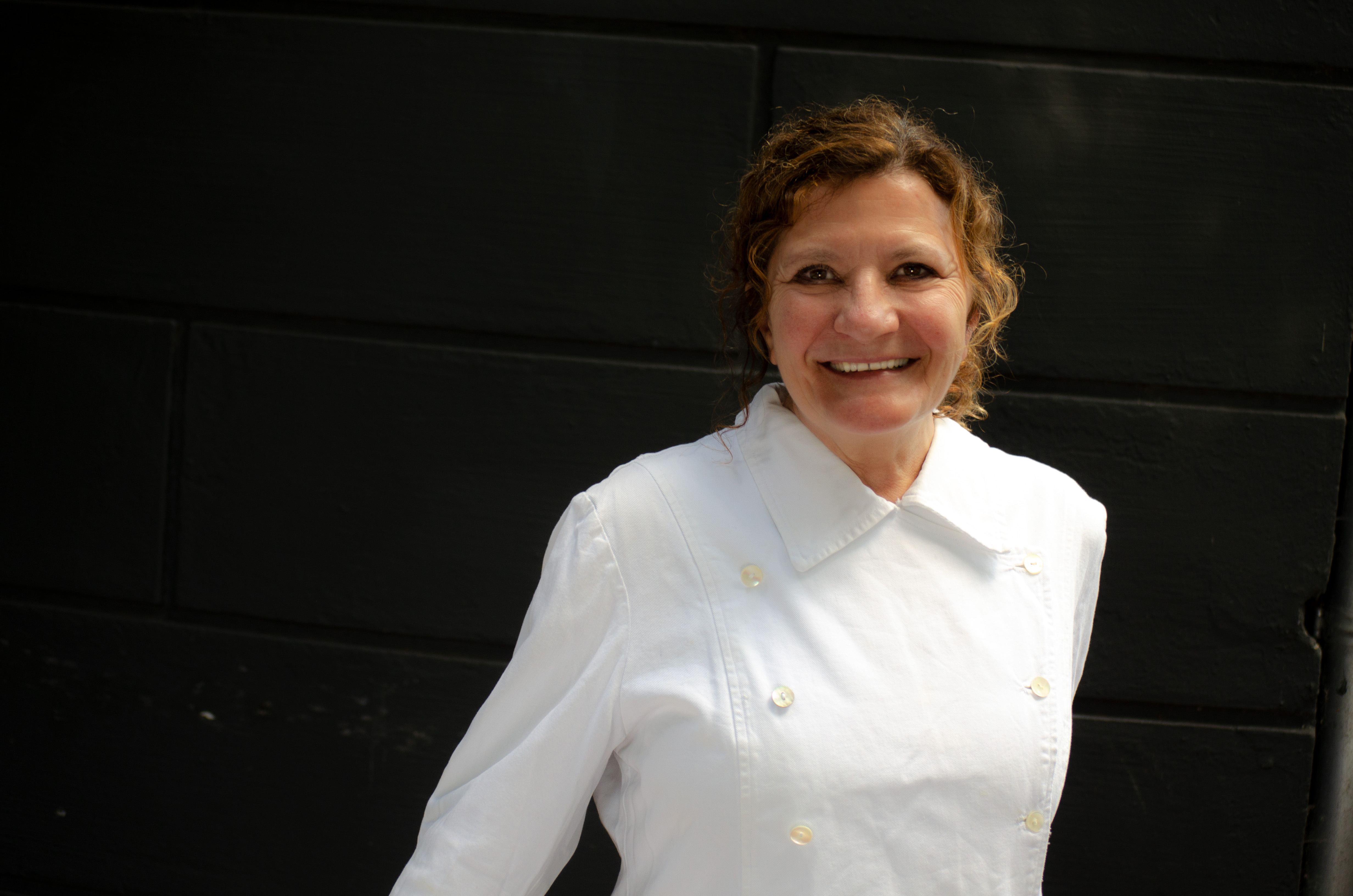
Anna Sgroi (* 1959)

- Sgroi, Carmelo (1893–1952), italienischer Pädagoge, Romanist und Literaturkritiker
- Sgrothen, Christian († 1603), Kartograf

### Sgu
- Sguazzero, Angelo (* 1946), italienischer Sprinter
- Sgurski, Luka Wadimowitsch (* 2005), russischer Fußballspieler